# جماعة الاهتمام المشترك
جماعة الاهتمام المشترك هي مجموعة من الأفراد لديهم الشغف والاهتمام بموضوع معين. بالعادة، يقوم أفراد الجماعة بمناقشة موضوعهم المشترك وتبادل الآراء والأفكار حوله من دون أن يكون لهم أي علاقة اجتماعية خارج الموضوع. يكون الانضمام إلى جماعة الممارسة مثير وجذاب وممتع مما يجعل الوضع لزجًا، ما يدعو أفراده إلى العودة إليه بشكل دائم لفترة مديدة. كما لا يمكن، بالعادة، تحديدهم بمنطقة جغرافية معينة. ويكون الهدف من اجتماعه تبادل المعرفة والخبرات بالموضوع أو لممارسة رياضة أو لعبة وهكذا، يتم تحديد جماعة الممارسة بالرابط بينهم وليس بالمكان. ومن الأمثلة الزراعة وفرع من الدين وأفراد صفحة فايسبوك حول موضوع معين.